# Illa Bellingshausen
L'illa Bellingshausen de coordenades:59° 25′ S, 027° 03′ O / 59.417°S,27.050°O,
és una de les illes més al dins de l’arxipèlag de les illes Sandwich del Sud, propera a l'illa Thule i l'illa Cook, i que forma part del grup de Thule del Sud. Rep el nom en honor del seu descobridor, Fabian von Bellingshausen (1778–1852). Pertany al Regne Unit i està deshabitada.
La seva superfície és de 2,04 km² i el punt més alt és el Pic Basilisc de 255 metres d'alt.
L’illa és un estratovolcà d'andesita basàltica i el seu darrer cràter es va formar entre els anys 1968 i 1984.